# Lebanon (Nova Jérsei)
Lebanon é um distrito localizado no estado americano de Nova Jérsei, no Condado de Hunterdon.

## Demografia
Segundo o censo americano de 2000, a sua população era de 1065 habitantes.
Em 2006, foi estimada uma população de 1830, um aumento de 765 (71.8%).

## Geografia
De acordo com o United States Census Bureau tem uma área de
2,2 km², dos quais 2,2 km² cobertos por terra e 0,0 km² cobertos por água.

## Localidades na vizinhança
O diagrama seguinte representa as localidades num raio de 12 km ao redor de Lebanon.